# 4-硝基苯并-15-冠-5
4-硝基苯并-15-冠-5是一种有机化合物，化学式为C14H19NO7。它可由苯并-15-冠-5硝化制得。在钯催化下，它可以被水合肼还原为4-氨基苯并-15-冠-5。